# Burmistrzowie Lądka-Zdroju
Burmistrzowie Lądka-Zdroju – lista osób sprawujących jednoosobowo władzę wykonawczą w gminie miejsko-wiejskiej Lądek-Zdrój.

## Rzeczpospolita Polska (1945–1952)

### Burmistrzowie
| Lp. | Lata rządów | Imię i nazwisko      |
| --- | ----------- | -------------------- |
| 1.  | 1945–1946   | Stanisław Latos      |
| 2.  | 1946–1946   | Jan Michałowski      |
| 3.  | 1946–1947   | Jan Turek            |
| 4.  | 1947–1949   | Władysław Kostecki   |
| 5.  | 1949–1949   | Władysław Szarkowski |
| 6.  | 1949–1950   | Halina Pohorecka     |

### Przewodniczący Prezydium Miejskiej Rady Narodowej
| Lp. | Lata rządów | Imię i nazwisko  |
| --- | ----------- | ---------------- |
| 1.  | 1950–1952   | Halina Pohorecka |

## Polska Rzeczpospolita Ludowa (1952–1989)

### Przewodniczący Prezydium Miejskiej Rady Narodowej
| Lp. | Lata rządów | Imię i nazwisko   |
| --- | ----------- | ----------------- |
| 1.  | 1952–1954   | Halina Pohorecka  |
| 2.  | 1954–1958   | Władysław Bachner |
| 3.  | 1958–1965   | Marian Ciężkowski |
| 4.  | 1965–1972   | Józef Krzemień    |
| 5.  | 1972–1973   | Romuald Waniurski |

### Naczelnicy miasta i gminy
| Lp. | Lata rządów | Imię i nazwisko    |
| --- | ----------- | ------------------ |
| 1.  | 1973–1976   | Romuald Waniurski  |
| 2.  | 1976–1978   | Tadeusz Golczewski |
| 3.  | 1978–1984   | Bogdan Woźniak     |
| 4.  | 1984–1990   | Adam Szmidt        |

## III Rzeczpospolita Polska (od 1989)

### Burmistrzowie
| Lp. | Lata rządów | Imię i nazwisko      |
| --- | ----------- | -------------------- |
| 1.  | 1990–1994   | Janusz Chrzan        |
| 2.  | 1994–1998   | Adam Szmidt          |
| 3.  | 1998–2002   | Kazimierz Szatan     |
| 4.  | 2002–2010   | Adam Szmidt          |
| *   | 2007–2008   | Joanna Walaszczyk    |
| *   | 2008–2010   | Kazimierz Szkudlarek |
| 5.  | 2010–2014   | Kazimierz Szkudlarek |
| 6.  | 2014–2024   | Roman Kaczmarczyk    |
| 7   | od 2024     | Tomasz Nowicki       |